# Zymer Bytyqi
Zymer Bytyqi (Sint-Truiden, 11 september 1996) is een in België geboren Kosovaars-Noors voetballer die als linksbuiten speelt. Bytyqi debuteerde in 2014 in het Kosovaars voetbalelftal.

## Clubcarrière
Bytyqi begon op tienjarige leeftijd met voetballen. In 2010 verruilde hij Lura IL voor Sandnes Ulf. Twee jaar later, op 28 mei 2012, vierde hij zijn profdebuut in de Noorse Tippeligaen, tegen FK Haugesund. Op 23 augustus 2012 tekende hij een driejarig contract bij Red Bull Salzburg, dat naast Bytyqi ook Valon Berisha en Håvard Nielsen weghaalde uit Noorwegen. In maart 2013 leende Red Bull Salzburg Bytyqi uit aan zijn ex-club Sandnes Ulf.

## Interlandcarrière
Bytyqi werd geboren in het Belgische Sint-Truiden. Twee jaar na zijn geboorte verhuisden zijn ouders naar Noorwegen, waar hij de Noorse nationaliteit verkreeg. Hij is van Kosovaarse afkomst. Hij kwam uit voor diverse Noorse nationale jeugdselecties.
In januari 2014 besloot de FIFA dat de Kosovaarse nationale elftallen en clubs internationale oefenwedstrijden mochten spelen tegen alle landen die zijn aangesloten bij de FIFA. De eerste officiële voetbalinterland van Kosovo vond op 5 maart 2014 plaats. Tegenstander van dienst was Haïti. De wedstrijd eindigde op een scoreloos gelijkspel. Bytyqi debuteerde voor Kosovo in een wedstrijd tegen Haïti.

## Internationale wedstrijden
| №                                     | Datum                       | Wedstrijd                   | Uitslag                     | Competitie                  | Goals                       |
| Als speler van Sandness Ulf           | Als speler van Sandness Ulf | Als speler van Sandness Ulf | Als speler van Sandness Ulf | Als speler van Sandness Ulf | Als speler van Sandness Ulf |
| ------------------------------------- | --------------------------- | --------------------------- | --------------------------- | --------------------------- | --------------------------- |
| 1.                                    | 5 maart 2014                | Kosovo – Haïti              | 0 – 0                       | Vriendschappelijk           | 0                           |
| Totaal                                | Totaal                      | Totaal                      | Totaal                      | Totaal                      | 0                           |
| Laatst bijgewerkt op 1 november 2014. |                             |                             |                             |                             |                             |